# Repubblica di Uhtua
La Repubblica di Uhtua o Repubblica della Carelia Orientale è stato un paese non riconosciuto esistito tra il 1918 e il 1920, istituito per essere governato dai finlandesi. Era costituito da cinque Volost' nel Kemckij uezd del Governatorato di Arcangelo, ora nella Repubblica di Carelia: la sua capitale era il villaggio di Uhtua, l'attuale Kalevala.

## Preludio
Le dispute riguardo all'indipendenza della Carelia emersero nel 1906, quando il 3 agosto a Tampere, nel Granducato di Finlandia, fu fondata l'Unione dei careliani bianchi. Nel 1911, l'Unione fu bandita, ma ritornò attiva nel 1922 come la Società accademica della Carelia assumendo una parte importante nella creazione della Repubblica di Uhtua.
Dopo che i bolscevichi presero il potere, molti contadini della Carelia furono etichettati come kulaki e soggetti alla confisca di grano e bestiame. Ciò, come anche la presenza di careliani nelle zone di combattimento durante le guerre civili in Russia e Finlandia, e l'intervento militare straniero nella Russia settentrionale persuasero la popolazione a opporsi al potere bolscevico.
Due anni dopo la proclamazione dello stato, iniziò l'Heimosodat, una serie di spedizioni per catturare le terre dei finnici sotto il controllo sovietico con lo scopo di espandere la Finlandia. Durante le spedizioni Aunus e Viena, esistettero per un breve periodo delle basi o governi a Olonec e nella Carelia bianca.

## Intervento finlandese
La Repubblica fu creata dalle unità della Guardia Bianca, che occuparono l'area verso la fine di marzo del 1918, durante la guerra civile finlandese ponendo i villaggi di Vuokkiniemi e Uhtua sotto il diretto controllo del colonnello e rittmeister Carl Wilhelm Malm. Nei villaggi e nelle contee circostanti, fu organizzato un governo locale sotto la leadership dei sostenitori patriottici dell'indipendenza della Carelia dalla RSFS Russa - il Comitato di Uhtua (in finlandese: Uhtuan toimikunta).

## Storia
Lo stato prese forma il 21 luglio 1919, insieme all'istituzione del governo provvisorio della Carelia bianca, guidato da Tichonov. Il centro dell'entità territoriale era situato a Uhtua. All'inizio lo stato fu scelto per far parte della Finlandia, ed il 14 novembre 1919, Tichonov inviò una richiesta di annessione al governo finlandese. Tuttavia, il paese fu in seguito stabilito come indipendente e alleato con la Finlandia.
Il 21 marzo 1920, il governo convocò un congresso dei rappresentanti delle 11 contee settentrionali d'interesse per il governo provvisorio della Carelia bianca. Al congresso presero parte 116 delegati.
Durante il primo giorno del congresso, venne discusso il problema dei simboli rappresentativi dello stato:
(Governo provvisorio careliano di Arcangelo)
Il 29 marzo 1920 i simboli furono approvati in maniera definitiva. L'autore delle bozze è stato l'artista finlandese Akseli Gallen-Kallela. Lo stemma era uno scudo variago rosso e verde, sormontato dal tradizionale copricapo da taglialegna. Sullo scudo vi era rappresentato un orso nero con una roncola (vesuri) tra le sue zampe. Ai piedi dell'orso vi era una catena e sopra di esso erano presenti delle scintille bianche rappresentanti le luci nordiche. La bandiera nazionale era una croce nera scandinava con un contorno rosso, su uno sfondo verde. I colori della bandiera avevano una loro simbologia: il verde rappresentava la foresta e la natura del paese, il rosso rappresentava il sangue versato per la patria, la gioia e il fuoco che gli antichi careliani impiegavano per l'adebbiatura, mentre il nero rappresentava la terra natia e tristezza. La bandiera di stato aveva un riquadro rosso con le luci nordiche bianche, il vessillo da guerra aveva lo stesso stile, ma vi erano rappresentate tre trecce e l'orso nero dello stemma. C'era anche una bandiera dell'aviazione (luotsilippu), una bandiera postale (postilippu), una bandiera della dogana (tullilippu) e uno stendardo di guerra.
Il Congresso decise di separare il paese dalla RSFS Russa e, guidati dalle autorità sovietiche con il principio del "diritto delle nazioni di autodeterminazione", dichiararono l'indipendenza come Repubblica di Uhtua. La dichiarazione del Congresso affermava: "La Carelia stessa deve gestire i propri interessi e separarsi dalla Russia". Il Congresso ringraziò anche la Finlandia per la promessa di "aiuto e supporto", che ebbe anche una rappresentanza nel congresso. Il governo fu rinominato nel Governo provvisorio della Carelia.
Alla fine di aprile 1920, ad una stazione, una delegazione a Beloostrov del governo careliano a interim consegnò la richiesta di separazione della Carelia dalla Russia.
In base alle decisioni del Congresso, la Repubblica di Uhtua fu riconosciuta nel maggio del 1920 dalla Finlandia, che diede alla repubblica un prestito di 8 milioni di marchi finlandesi. Tuttavia, il 18 maggio l'Armata Rossa occupò Uhtua per reclamare la repubblica: i governanti si trasferirono nel villaggio di Vuokkiniemi, a 30 km dal confine sovietico-finlandese, dal quale in seguito si trasferirono in Finlandia.
La Carelia rimase una parte della RSFS Russa: l'8 giugno 1920 fu istituita nel suo territorio una comune regionale del lavoro careliana che esistette fino al 25 luglio 1923, quando fu creata la RSSA di Carelia.
Durante le negoziazioni tra la RSFS Russa e la Finlandia, i finlandesi avanzarono delle rivendicazioni riguardo alla Carelia, ma, a causa delle dimensioni dell'Armata Rossa, il governo finlandese fu costretto a rinunciare al territorio conteso. Di conseguenza, il 14 ottobre 1920 fu firmato il Trattato di Tartu tra la RSFS Russa e la Finlandia.

## L'ascesa della Carelia orientale
Tuttavia, il governo della Finlandia e gli indipendentisti careliani non abbandonarono del tutto le loro richieste. Il 10 dicembre 1920 fu fondato a Vyborg il governo unito careliano che, assieme al Governo provvisorio della Carelia, divenne il governo di Olonec.
Nell'ottobre 1921, nel territorio della Comune careliana del lavoro fu istituita una parrocchia come sede nascosta del Comitato careliano temporaneo. A novembre e dicembre del 1921, le truppe finlandesi rioccuparono alcune parti delle regioni careliane, scatenando un conflitto con i sovietici. Nella Carelia fu imposta la legge marziale e il comandante A. I. Sedjakin fu nominato comandante del Fronte careliano. Agli inizi di gennaio del 1922, le unità dell'Armata Rossa di Petrozavodsk sconfissero il gruppo principale dei finlandesi, e agli inizi di febbraio rioccuparono il Comitato careliano centrale del villaggio di Uhtua. In conseguenza del successo ottenuto dalle truppe sovietiche, la Finlandia fu costretta a cessare le ostilità e la Repubblica di Uhtua cessò per sempre di esistere.

## Galleria d'immagini

La bandiera a uso civile.
La bandiera di stato.
Vessillo di guerra.
La bandiera precedentemente adottata dal 21 giugno 1918 al 19 marzo 1920, con l'asterismo del Grande Carro.
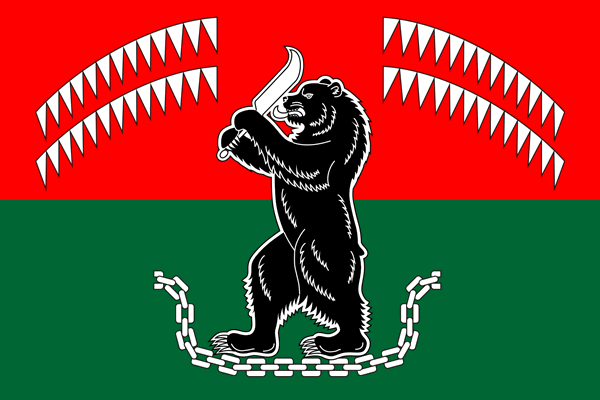
La bandiera dell'attuale Kalevala, con lo stile ispirato dall'emblema.
L'emblema.